# Ха Сынджин
Ха Сынджи́н (кор. 하승진; род. 4 августа 1985, Сеул, Республика Корея) — южнокорейский баскетболист, выступавший в Национальной баскетбольной ассоциации за команду «Портленд Трэйл Блэйзерс». Был выбран «Трэйл Блэйзерс» на драфте НБА 2004 года во втором раунде под общим 46-м номером. Играл на позиции центрового. При росте 221 сантиметров и весе 138 килограммов был одним из самых крупных игроков в НБА. Ха — первый южнокореец, игравший в НБА.

## Биография

### Ранние годы
Ха учился в коммерческой средней школе Самиль в Сувоне, выпускником которой был и его отец. В школе также учился друг детства Ха — Ян Хиджон, который был на год старше. Ха и Ян привели школьную баскетбольную команду к её первой в истории победе в чемпионате страны. Первоначально он хотел отправить заявку на участие в драфте НБА 2003 года, но решил провести сезон в студенческом баскетболе и принял предложение от Университета Ёнсе.
Ха разрешили присоединиться к команде университета в осенью 2003 года, несмотря на то, что на тот момент всё ещё являлся учащимся средней школы. Среди его партнёров по команде в Ёнсе был Ян Хиджон, а также Ким Тхэсуль, с которым в будущем будет играть в одном клубе — «КСС Эгис» из Чонджу. Сыграв всего семь матчей за команду Университета Ёнсе, Ха уехал в США, чтобы принять участие в драфте НБА 2004 года.

### Карьера в НБА
В 2004 году Ха перебрался в Лос-Анджелес для подготовки к драфту. Он был выбран клубом «Портленд Трэйл Блэйзерс» под общим 46-м номером.
Ха недолго играл за «Портленд Рейн» из Американской баскетбольной ассоциации. В середине сезона 2004/05 присоединился к «Портленд Трэйл Блэйзерс». В том сезоне он сыграл в 19 матчах, проводя в среднем 5,5 минут за игру. 20 апреля 2005 года в победном матче против «Лос-Анджелес Лейкерс» он набрал рекордные в карьере 13 очков. 28 марта 2006 года, в ходе сезона 2005/06, был переведён в команду Форт-Уэрт Флайерз из Лиги развития НБА. Там он сыграл пять игр, никак не повлияв на их результат. Когда основные центровые «Трэйл Блэйзерс» Тео Рэтлифф и Джоэл Пшибилла выбыли из-за травм, Ха появился в стартовом составе в четырёх матчах, проводя в среднем 11 минут игрового времени.
31 июля 2006 года был обменян в «Милуоки Бакс» в сделке из четырёх игроков. 28 октября 2006 года, незадолго до начала регулярного сезона 2006/07, «Бакс» уволили его. 31 декабря 2006 года был приобретен командой Лиги развития НБА «Анахайм Арсенал», в составе которой он провёл некоторое время.

### Карьера в Республике Корея
Ха вернулся в Республику Корея, подписав контракт с клубом «Чонджу КСС Эгис» из города Чонджу. В 2009 и 2011 годах Ха становился победителем Корейской баскетбольной лиги. В 2011 году стал самым ценным игроком плей-офф. По окончании сезона 2018/19 не подписал новый контракт и не перешёл в другую команду, стал свободным агентом и завершил профессиональную карьеру.
В составе сборной Республики Корея участвовал в чемпионате Азии 2009 года, Азиатских играх 2010 года и чемпионате Азии 2011 года.

### После спорта
В 2020 году Ха стал комментатором на спортивном телеканале KBS N, принадлежащем Корейской радиовещательной системе. В основном комментирует игры Женской корейской баскетбольной лиги. Комментировал баскетбольный турнир в рамках Олимпийских играх 2020 года.

## Личная жизнь
Ха — младший из двоих детей. Его старшая сестра Ха Ынджу также профессионально занималась баскетболом. С ростом 207 сантиметров она играла на позиции центровой. В 2006 году подписала контракт с «Лос-Анджелес Спаркс» из Женской национальной баскетбольной ассоциации, но вскоре он был расторгнут, поскольку Ха Ынджу имела контракт с ещё одной командой — «Chanson V-Magic» из Женской японской баскетбольной лиги. Позже выступала за «Incheon Shinhan Bank S-Birds» из Женской корейской баскетбольной лиги.
Их отец, Ха Донги, был баскетболистом, а в последствии — баскетбольным тренером. Играл за команду Университета Мёнджи, ушёл из спорта из-за хронических травм. Ха Донги был в составе сборной, завоевавшей серебро на Азиатских играх 1978 года.
В 2012 году Ха Сынджин женился на Ким Хваён. В том же году у них родился сын, в 2017 году — дочь.

## Статистика

### Статистика в НБА
| Сезон                                                                                    | Команда  | Регулярный сезон | Регулярный сезон | Регулярный сезон | Регулярный сезон | Регулярный сезон | Регулярный сезон | Регулярный сезон | Регулярный сезон | Регулярный сезон | Регулярный сезон | Регулярный сезон | Серия плей-офф | Серия плей-офф | Серия плей-офф | Серия плей-офф | Серия плей-офф | Серия плей-офф | Серия плей-офф | Серия плей-офф | Серия плей-офф | Серия плей-офф | Серия плей-офф |
| Сезон                                                                                    | Команда  | GP               | GS               | MPG              | FG%              | 3P%              | FT%              | RPG              | APG              | SPG              | BPG              | PPG              | GP             | GS             | MPG            | FG%            | 3P%            | FT%            | RPG            | APG            | SPG            | BPG            | PPG            |
| ---------------------------------------------------------------------------------------- | -------- | ---------------- | ---------------- | ---------------- | ---------------- | ---------------- | ---------------- | ---------------- | ---------------- | ---------------- | ---------------- | ---------------- | -------------- | -------------- | -------------- | -------------- | -------------- | -------------- | -------------- | -------------- | -------------- | -------------- | -------------- |
| 2004/05                                                                                  | Портленд | 19               | 0                | 5,5              | 43,5             | -                | 54,5             | 0,9              | 0,1              | 0,1              | 0,3              | 1,4              | Не участвовал  | Не участвовал  | Не участвовал  | Не участвовал  | Не участвовал  | Не участвовал  | Не участвовал  | Не участвовал  | Не участвовал  | Не участвовал  | Не участвовал  |
| 2005/06                                                                                  | Портленд | 27               | 4                | 7,8              | 58,1             | -                | 47,1             | 1,8              | 0,0              | 0,1              | 0,3              | 1,6              | Не участвовал  | Не участвовал  | Не участвовал  | Не участвовал  | Не участвовал  | Не участвовал  | Не участвовал  | Не участвовал  | Не участвовал  | Не участвовал  | Не участвовал  |
|                                                                                          | Всего    | 46               | 4                | 6,9              | 51,9             | -                | 50,0             | 1,5              | 0,1              | 0,1              | 0,3              | 1,5              | Не участвовал  | Не участвовал  | Не участвовал  | Не участвовал  | Не участвовал  | Не участвовал  | Не участвовал  | Не участвовал  | Не участвовал  | Не участвовал  | Не участвовал  |
| Наведите курсор мыши на аббревиатуры в заголовке таблицы, чтобы прочесть их расшифровку. |          |                  |                  |                  |                  |                  |                  |                  |                  |                  |                  |                  |                |                |                |                |                |                |                |                |                |                |                |

### Статистика в других лигах
| Сезон | Команда         | Лига            | GP  | GS  | MPG  | FG%  | 3P%   | FT%  | RPG  | APG | SPG | BPG | PFL | TOV | PPG  |
| --- | --------------- | --------------- | --- | --- | ---- | ---- | ----- | ---- | ---- | --- | --- | --- | --- | --- | ---- |
| 2011/12 | Чонджу КСС Эгис | Чемпионат Кореи | 47  | 41  | 30,6 | 58,1 | 25,0  | 55,8 | 10,0 | 1,4 | 0,3 | 1,3 | 2,3 | 2,1 | 13,6 |
| 2014/15 | Чонджу КСС Эгис | Чемпионат Кореи | 38  | 33  | 26,9 | 54,9 | 100,0 | 56,5 | 9,8  | 0,4 | 0,3 | 1,1 | 1,7 | 1,7 | 12,6 |
| 2015/16 | Чонджу КСС Эгис | Чемпионат Кореи | 55  | 46  | 26,0 | 59,7 | 0,0   | 52,5 | 8,4  | 0,5 | 0,2 | 1,0 | 2,2 | 1,4 | 9,5  |
| 2016/17 | Чонджу КСС Эгис | Чемпионат Кореи | 2   | 0   | 15,0 | 40,0 | 100,0 | 25,0 | 5,5  | 0,5 | 0,0 | 0,0 | 2,0 | 0,5 | 7,0  |
| 2017/18 | Чонджу КСС Эгис | Чемпионат Кореи | 63  | 40  | 23,2 | 58,7 | -     | 49,1 | 8,5  | 0,6 | 0,3 | 0,7 | 2,2 | 1,1 | 9,7  |
| 2018/19 | Чонджу КСС Эгис | Чемпионат Кореи | 42  | 35  | 18,8 | 60,5 | -     | 52,3 | 6,5  | 0,4 | 0,2 | 0,8 | 1,6 | 0,8 | 7,3  |
| Всего | Всего           | Всего           | 247 | 195 | 25,0 | 58,0 | 42,9  | 52,7 | 8,6  | 0,7 | 0,3 | 0,9 | 2,1 | 1,4 | 10,4 |
| Наведите курсор мыши на аббревиатуры в заголовке таблицы, чтобы прочесть их расшифровку Статистика приведена с сайта basketball.realgm.com |                 |                 |     |     |      |      |       |      |      |     |     |     |     |     |      |